# Lierna
Lierna é uma comuna italiana da região da Lombardia, província de Lecco, com cerca de 2.021 habitantes. Estende-se por uma área de 11 km², tendo uma densidade populacional de 184 hab/km². Faz fronteira com Esino Lario, Mandello del Lario, Oliveto Lario, Varenna, sua superfície é de apenas 11 quilômetros quadrados e é conhecida como "a pequena pérola do Lago Como". É considerada uma das aldeias mais pitorescas do Lago Como, conhecido como o "país do vinho."
Em 1876, um piso mosaico romano e muitas moedas romanas foram encontrados em Lierna, Lago de Como. Muitas pessoas agora pensam que o piso de mosaico fazia parte do Villa Commedia.

## Demografia
| Variação demográfica do município entre 1861 e 2011                               |
|                                                                                   |
| Fonte: Istituto Nazionale di Statistica (ISTAT) - Elaboração gráfica da Wikipedia |

## Pessoas ligadas a Lierna
Lierna é comumente conhecida como uma aldeia de nobres e os artistas são as aldeias mais exclusivas do Lago de Como, na região da Lombardia.
A entrada do cemitério foi projetado e construído em 1922 por Giannino Castiglioni,
também observa o cofre da família Manzoni em cui estão enterrados alguns dos Alessandro Manzoni, descendentes do famoso escritor, que passou muito tempo para escrever Lierna.
Lierna durante séculos foi frequentado por membros de famílias reais e celebridades, tornando-o um dos mais secretos e exclusivos Itália: nobres e artistas como designers, pintores, arquitetos, escultores e poetas, alguns nasceram lá, outros só viveram e ou um trabalho significativo, ainda há outros que morreram. Entre estes:
- Plínio, o Jovem[7]
- George Clooney[8]George Clooney que diz é como Monte Carlo
- A Rainha Adelaide da Itália, Rainha da Itália
- A Rainha Teodolinda, Rainha da Itália
- Júlio César, em 59 aC
- Plínio, o Velho
- Alessandro Manzoni
- Giannino Castiglioni, arquiteto e escultor
- Gioachino Rossini
- Piero Castiglioni, arquiteto projeto de iluminação
- Achille Castiglioni, arquiteto
- Emanuele Filiberto di Savoia, príncipe família real na Itália
- Vítor Emanuel, Príncipe de Nápoles[9], príncipe família real na Itália
- Pier Giacomo Castiglioni, arquiteto
- Natoli (família), príncipes
- Bernocchi (família), fundadores da Triennale Design Museum
- Giorgio de Chirico, artista
- Emilio Bestetti, Editora arte
- Carlo Bestetti, Editora
- Gregorio Sciltian, pintor
- Renato Guttuso, pintor
- Ugo Ojetti, escritor e poeta
- Marcello Piacentini, arquiteto
- Mario Sironi, pintor
- Gino Coppedè, arquiteto, concebido em 1921, em Lierna, com seu irmão Adolfo, o Castelo de James Bond chamado Villa La Gaeta no Lago de Como

## Filmes rodados em Lierna
- Casino Royale, James Bond, 2006, Lierna
- Ocean's Twelve[10], 2004 com George Clooney
- Star Wars, Episodio II, 2000, com Harrison Ford, lago Lierna, área Varenna e de Piani di Rogara
- Come due coccodrilli, Prêmios Globo de Ouro 1996, Lierna
- Un mese al lago, 1995, com Uma Thurman, Bellagio e Varenna Lierna área
- Um Momento, uma Vida, 1977, com Al Pacino, lago Lierna e área de Varenna
- Una vita difficile, 1961, Dino Risi, com Alberto Sordi, lago Lierna e área de Varenna
- Rocco e Seus Irmãos, 1960, Luchino Visconti, lago Lierna e área de Bellagio
- Malombra, 1942, lago Lierna e área de Bellagio
- Il labirinto delle passioni (The Pleasure Garden), 1925, di Alfred Hitchcock, lago Lierna e área de Bellagio